# Eyguières
Eyguières (provansalsko Eiguièro/Aiguiera) je naselje in občina v jugovzhodnem francoskem departmaju Bouches-du-Rhône regije Provansa-Alpe-Azurna obala. Leta 2012 je naselje imelo 6.596 prebivalcev.

## Geografija
Kraj leži v pokrajini Provansi 43 km vzhodno od Arlesa.

## Uprava
Eyguières je sedež istoimenskega kantona, v katerega so poleg njegove vključene še občine Alleins, Aureille, Lamanon, Mallemort, Mouriès in Vernègues z 23.673 prebivalci.
Kanton Eyguières je sestavni del okrožja Arles.